# 히비키의 마법
《히비키의 마법》은 카도카와 서점 『월간 콤프에이스』에서 연재 중인 마에다 준(Key)이 원작을 담당하고, 이즈미 레이가 그리는 판타지 만화이다.

## 개요
본작은 마에다 준이 학생 시절에 쓴 단편 소설이 원작이며, 마에다 준의 창작활동의 뿌리라고 볼 수 있는 이야기다.
사실, 미즈키와 아히토와 같은 여자 아이와 힘이 부족하여 여자 아이를 구할 수 없던 소년이라는 캐릭터 설정은 마에다가 기획하였으며, 일부 시나리오를 다룬 'One ~빛나는 계절로~'의 주인공 오리하라 코헤이와 여동생인 미자오, 또는 'Hanabi' 등의 작품과 관련이 있음을 알 수 있다. 그 외, 윳코와 시이라아산(시이)과 같은 모녀의 인연 이야기는 Key의 사실상 데뷔작이라고 할 수 있는 Moon.의 아마자와 모녀와 에어 (비디오 게임)의 카미오 모녀 등에게서 볼 수 있다.
2004년부터 "월간 소년 에이스"에서 연재를 시작했지만, 그 후 2005년에 '월간 콤프 에이스'로 이적했다. 그러다가 장기 휴재를 하고 있었으나, 2008년 8월부터 다시 연재를 재개하였다. 그러나 또 다시 몇년 쉬다가 2013년 4월호부터 연재를 재개했다.

## 줄거리
히비키는 숲속의 실험실에서 시로츠키 선생님과 사는 마법사 견습소녀이다. 어느 날 연구실이 도적에게 습격을 당해 불타버린다. 길거리에 나온 히비키는 위대한 마법사 시로츠키의 제자였기 때문에 카미세이도마법학원에서 교편을 잡게 된다.

## 주요 등장 인물
히비키
주인공.
시로츠키
마법진에 대한 권위가 있는, 위대한 마법사.
아히토
시이라아산
아스마
미사키
나즈나＝시레이유
잇코
윳코
실패작 소녀
사거리의 악마
악마

## 각화 제목
제 1화
전위(転位)의 마법
제 2화
아물지 않는 마법(전편)
제 3화
아물지 않는 마법(후편)
제 4화
생명의 마법(전편)
제 5화
생명의 마법(중편)
제 6화
생명의 마법(후편)
제 7화
잃지 않기위한 마법
제 8화
주구(呪具)의 마법
제 9화
전심(傳心) 마법
제 10화
악마의 마법
제 11화
구하기 위한 마법
제 12화
생물병기의 마법
제 13화
축복의 마법
제 14화
따스함의 마법
제 15화
한 밤의 마법
제 16화
낙서의 마법

## 발간 정보
- 원작: 마에다 준, 만화: 이즈미 레이 “히비키의 마법”가도카와 문고
  1. (2005년 8월 10일 발매) ISBN 4047137138
  2. (2006년 12월 26일 발매) ISBN 4047138665